# Aciagrion fasciculare
Aciagrion fasciculare – gatunek ważki z rodziny łątkowatych (Coenagrionidae). Występuje na Jawie w Indonezji i prawdopodobnie na Sarawak w Malezjii.